# Claroline
Claroline è una piattaforma collaborativa di eLearning e di eWorking platform (learning management system) disponibile con licenza open source (GPL). Permette a centinaia di organizzazioni in tutto il mondo (università, scuole, aziende, associazioni, ecc.) di creare e gestire corsi e spazi di collaborazione sul web.
Il download di Claroline è gratuito e può essere fatto con qualsiasi browser. La piattaforma è utilizzata in circa 101 Paesi ed è disponibile in 35 lingue.

## Strumenti
La piattaforma Claroline è organizzata sul concetto di spazio associato a un corso o a un'attività pedagogica. In ogni spazio troviamo un elenco di strumenti che permettono di creare contenuti didattici:
- Descrizione del corso
- Agenda
- Annunci
- Documenti e Link
- Esercizi (aderente allo standard IMS/QTI 2)
- Percorso didattico (aderente allo standard SCORM)
- Compiti
- Forum
- Gruppi
- Utenti
- Chat
- Wiki

## Multi-piattaforma
Claroline è compatibile con GNU/Linux, Mac OS e Microsoft Windows. Si basa su tecnologie libere quali PHP e MySQL.

## Sviluppo
Claroline si fonda su principi pedagogici comprovati che derivano dalla letteratura sul valore aggiunto delle tecnologie di formazione. Dal 2000 i team di sviluppo di Claroline si sono concentrati sulla stabilità del codice e sullo sviluppo di caratteristiche che fossero appropriate ai bisogni dell'utente. La preoccupazione principale degli sviluppatori non è quella di creare un vasto numero di funzionalità nuove ma di concentrarsi su quegli strumenti già elaborati riguardanti l'approccio pedagogico e l'interfaccia offerta agli utenti. Inoltre, allo sviluppo e alla diffusione mondiale di Claroline contribuisce una vasta comunità internazionale di utenti e di sviluppatori.

## Partner
Iniziata nel 2000 dall'UCLouvain (Università cattolica di Louvain, Belgio), Claroline è stata sviluppata secondo le necessità e le esperienze degli insegnanti. Attualmente Claroline gode del sostegno finanziario della Regione Vallonia per il suo sviluppo attraverso il programma WIST.
All'interno di questo programma, Claroline associa tre partner belgi:
- l'IPM, University pedagogy and multimedia institute, UCLouvain, Louvain-la-Neuve
- il CERDECAM, Research and development centre of the ECAM, Brussels
- il LENTIC, Research centre on new technologies, innovation and change of the University of Liège, Liegi